# Critère d'information bayésien
Pour les articles homonymes, voir Bic.
Le critère d'information bayésien (en anglais bayesian information criterion, en abrégé BIC), aussi appelé critère d'information de Schwarz, est un critère d'information dérivé du critère d'information d'Akaike proposé par Gideon Schwarz (de) en 1978. 
À la différence du critère d'information d'Akaike, la pénalité dépend de la taille de l'échantillon et pas seulement du nombre de paramètres.

## Définition
Il s'écrit : 
{\displaystyle BIC=-2\ln(L)+k\cdot \ln(N)}
avec {\displaystyle L} la vraisemblance du modèle estimée, {\displaystyle N} le nombre d'observations dans l'échantillon et {\displaystyle k} le nombre de paramètres libres (en) du modèle.

## Sélection du modèle
Le modèle qui sera sélectionné est celui qui minimise le critère BIC, soit :
{\displaystyle M_{BIC}=\arg \min _{M}BIC(M)}